# Aechmea nallyi
Aechmea nallyi es una especie fanerógama del genus Aechmea. Es endémica de la región de Loreto, Perú; y, cultivada en otros lugares como una ornamental.

## Cultivares
- Aechmea 'Oliva Smith'[6]